# Richard Seeley
Richard Seeley (Powell River, Britanska Kolumbija, 30. travnja 1979.) kanadski je profesionalni hokejaš na ledu. Lijevoruki je branič i bivši član hrvatskog KHL Medveščaka u EBEL-u. U karijeri je odigrao oko 510 utakmica u kojima se dokazao kao kvalitetan obrambeni igrač.

## Karijera
Seeleyja su 1997. Los Angeles Kingsi uzeli kao 137. izbor na draftu. Profesionalnu karijeru počeo u AHL momčadi Lowell Lock Monsters 1999./00. gdje se zadržao dvije sezone, a nakon toga je iskustvo skupljao kod Manchester Monarchsa, Bridgeport Sound Tigersa i Norfolk Admiralsa. Tijekom sedam sezona u AHL-u skupio je 399 susreta u kojima je postigao 20 golova i 61 asistenciju. Godine 2006. odlučio se okušati u europskim ligama. Prva stanica bila je njemačka prva liga (DEL) i momčad Duisburg (48 susreta, 2 gola i 17 asistencija), da bi sljedeće dvije proveo u austrijskim klubovima Vienni Capitals i Black Wingsima iz Linza. Za "crna krila" odigrao je samo 16 utakmica, a razlog je bio ozljeda koljena koja ga je eliminirala s leda u prosincu 2008. godine. Zbog ozljede nije igrao 11 mjeseci, a nakon što se oporavio, 9. studenog 2009. odlazi u hrvatski Medveščak. Tu je ponovno zaigrao sa starim znancima Aaronom Foxom, Alanom Letangom, Bradom Smythom i Joelom Prpicem.

## Statistika karijere
Bilješka: OU = odigrane utakmice, G = gol, A = asistencija, Bod = bodovi, +/- = plus/minus, KM = kaznene minute, GV = gol s igračem više, GM = gol s igračem manje, GO = gol odluke
| 2009./10. | KHL Medveščak | EBEL | 5 | 1 | 1 | 2 | 0 | 6 | 0 | 0 | 0 |  |  |  |  |  |  |  |  |  |

## Vanjske poveznice
- Profil na The Internet Hockey Database